# Lionel Roux
Lionel Roux (Lyon, 12 de abril de 1973) é um ex-tenista profissional francês.